# Ernst von Isenburg-Grenzau

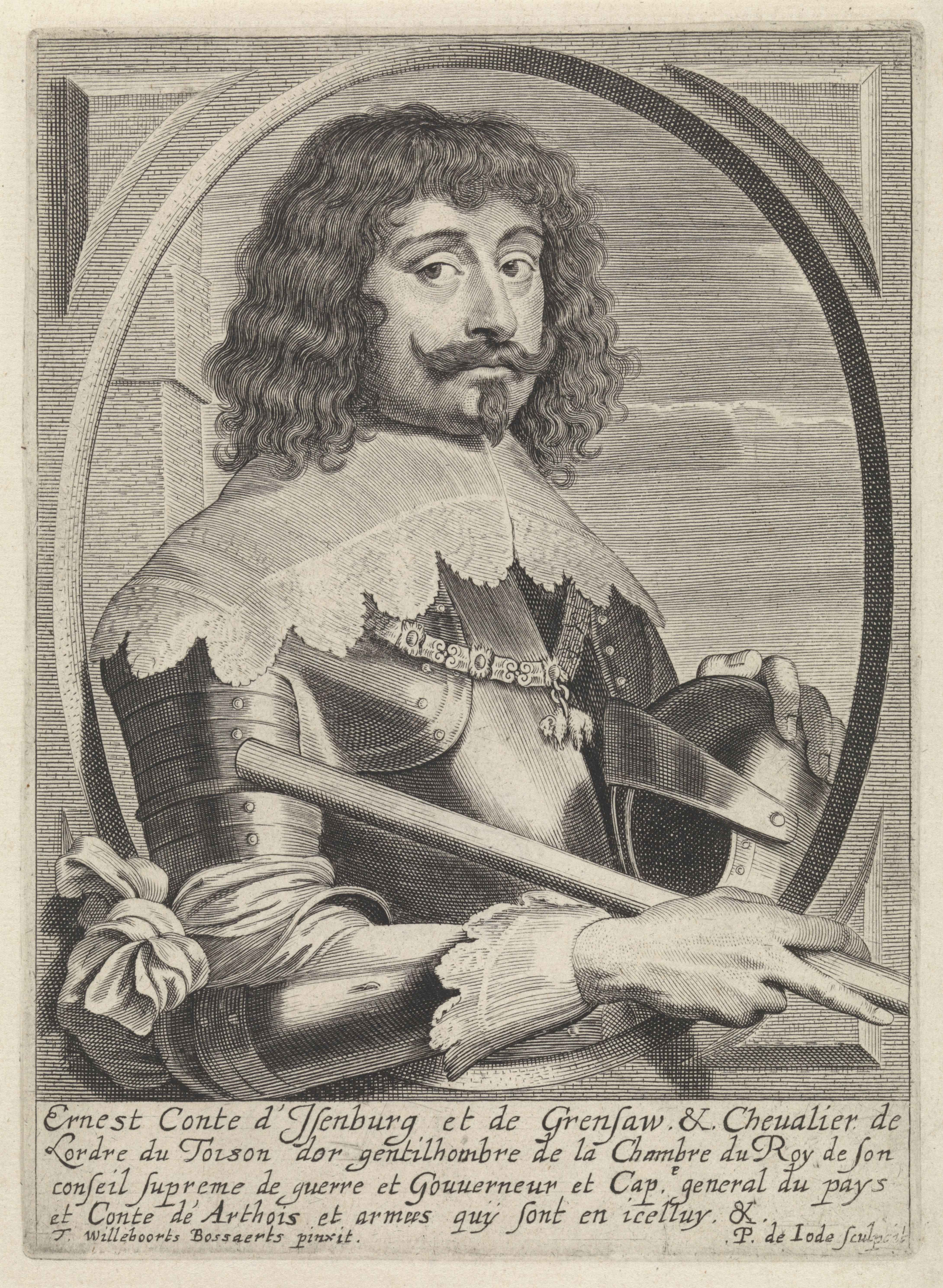
Graf Ernst von Isenburg-Grenzau (1584–1664)

Graf Ernst von Isenburg-Grenzau (* 1584; † 30. Mai 1664 in Brüssel) war spanischer General im Dreißigjährigen Krieg und letzter Vertreter der Linie Isenburg-Grenzau.

## Herkunft
Seine Eltern waren Salentin von Isenburg-Grenzau (1532–1610) und dessen Ehefrau Gräfin Antonie Wilhelmine von Arenberg (* 1. März 1557; † 26. Februar 1626), Hofmeisterin bei der Infantin Isabella und Schwester Karls von Arenberg. Salentin war zum Erzbischof und Kurfürsten von Köln gewählt worden, entsagte aber nach 10 Jahren Amt und Würden, um das Aussterben seiner Linie zu verhindern. Ernst hatte noch einen älteren Bruder namens Salentin, der am 5. Dezember 1619 in kaiserlichen Militärdiensten fiel.

## Leben
Er ging spätestens 1614 in spanische Dienste und kämpfte unter Spinola in der Pfalz und den Niederlanden. Nach dem Wiederausbruch des Achtzigjährigen Krieges nahm er von 1621 bis 1622 an der Belagerung von Jülich teil. Bei der Belagerung von Breda im Jahr 1625 kommandierte er eines der vier Lager bei der Stadt. Auch auf dem bekannten Bild von Velasquez ist er hinter Spinola mit dargestellt. Vom König erhielt er 1628 den Orden vom Goldenen Vlies.
Anfang 1633 führte er als General der Artillerie einen Vorstoß zur Unterstützung des Kölner Kurfürsten Ferdinand gegen die Schweden. Dabei nahm er am Rhein und entlang der Ahr den Nonnenwerth, Burg Olbrück, die Saffenburg und Burg Landskron ein. Als die Schweden unter Baudissin im Gegenzug Burg Hammerstein einnahmen und Remagen überfielen, zog Isenburg ihnen entgegen und drängte sie zurück. Mitte März musste er dagegen die Belagerung Andernachs wieder aufheben und sich vor dem schwedischen Entsatzheer unter Baudissins Nachfolger Pfalzgraf Christian von Birkenfeld über den Rhein in Richtung Linz zurückziehen.
Im Jahr 1636 ernannte ihn der König zum Gouverneur und General-Gouverneur der Provinzen Namur und Artois. Im August des Jahres nahm er den Grenzort Hirson ein. 1638 beteiligte er sich am erfolgreichen Entsatz des belagerten Saint-Omer unter Prinz Thomas von Savoyen und Ottavio Piccolomini. 1643 belagerte er die Festung Rocroi an der französischen Grenze. Francisco de Melo wollte ihm zu Hilfe kommen, traf dann aber auf eine Entsatzarmee unter Louis de Bourbon. Es kam zur Schlacht bei Rocroi, die mit einer schweren spanischen Niederlage endete. Isenburg überlebte die Schlacht, zog sich aber danach aus dem Militärleben zurück. Er wurde Nachfolger des Grafen von Fontaine als Generalfeldmeister der flämischen Armee, da dieser in der Schlacht fiel. Am 29. September 1645 wurde er auch zum Leiter der Finanzen (Großschatzmeister) der Niederlande, der Steuerverwaltung des Königs von Spanien, ernannt. Isenburg wohnte in Brüssel, wo er auch starb, seine Grafschaft wurde durch Verwalter betreut.
Sein Grabmal befindet sich in der Kathedrale St. Michael und St. Gudula.

## Familie
Ernst heiratete am 1. September 1625 auf Schloss Enghien seine Cousine, Prinzessin Caroline Ernestine von Arenberg (* 6. September 1606; † 12. September 1630), eine Tochter Graf Karls von Arenberg. Das Paar hatte eine Tochter namens Maria Anna (1627–1628). Nach dem Tod seiner ersten Frau heiratete er auf Schloss Fürstenberg im Jahr 1636 die Gräfin Maria Anna von Hohenzollern-Hechingen (* 1614; † 7. März 1670), eine Tochter des Fürsten Johann Georg von Hohenzollern-Hechingen. Die Ehe blieb kinderlos.